# Saurya Airlines
Saurya Airlines Pvt. Ltd (nep.) सौर्य एयरलाईन्स – regionalna linia lotnicza z siedzibą w New Baneshwor, w dystrykcie Katmandu w Nepalu. Oferuje loty na terenie Nepalu łącząc Dhangadhi, Nepalgańdź, Siddharthanagar, Biratnagar i Bhadrapur (Chandragadhi), a także rejony górskie.
Saurya Airlines zostały założone w sierpniu 2014, uzyskały certyfikat przewoźnika lotniczego 13 listopada 2014, a rozpoczęły działalność 17 listopada 2014. Głównym węzłem jest port lotniczy Katmandu. Saurya Airlines posiada samolot typu Bombardier CRJ-200 zabierający do 50 pasażerów, nabyty od hiszpańskich linii regionalnych Air Nostrum, a w marcu 2017 nabyły kolejny CRJ-200.